# Pitcairnia betancurii
Pitcairnia betancurii är en gräsväxtart som beskrevs av Lyman Bradford Smith. Pitcairnia betancurii ingår i släktet Pitcairnia och familjen Bromeliaceae.
Artens utbredningsområde är Colombia. Inga underarter finns listade i Catalogue of Life.